# تمرد الأمير هوشيكاوا

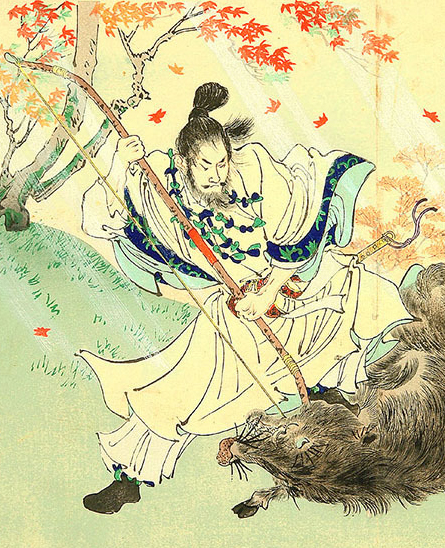
رسم تخيلي للإمبراطور يورياكو.

تمرد الأمير هوشيكاوا (باليابانية:星川皇子の乱؛ تلفظ: هوشيكاوا نوميكو نو ران) هو صراع على سلطة العرش الإمبراطوري الياباني بعد وفاة الإمبراطور يورياكو عام 479م، حيث حاول الابن الثاني للإمبراطور وبتشجيع من والدته الأستيلاء على عرش الإمبراطورية عن طريق السيطرة على خزانة الدولة، لكن سرعان ما حوصر من قبل قوات من مسؤولي المحكمة وأحرق مع أفراد الأسرة وعدد من أنصاره، ثم تسلم الابن الثالث الذي شغل منصب ولي العهد العرش الإمبراطوري وأصبح «الإمبراطور سينيه» عام 480م، تم ذكر هذه الحادثة في النيهون-شوكي.

## أحداث الثورة
قبل وفاته بعام، عيّن الإمبراطور يورياكو إبنه الثالث الأمير «شيراكا؛ 白髪» ولي العهد وخليفه الرسمي بالحكم، يقال بأن الإمبراطور رأى فيه الحكمة، يزعم أن شعره كان أبيض لهذا اسماه الإمبراطور «شيراكا؛ شعر أبيض»، ولي العهد كان ابن لإحدى محظيات الإمبراطور «كاتسوراغي نو كاراهيمي؛ 葛城韓媛» والتي تنتمي لفرع كاتسوراغي من قبيلة تاكينوتشي ذات النفوذ القوي، بعد وقت قصير من وفاة الإمبراطور في 7 أغسطس 479م، وقبل انهاء مراسم التشييع الأخيرة والدفن في 9 أكتوبر 480، أقنعت إحدى فريقات الإمبراطور «كيبي نو واكاهيمي؛ 吉備稚媛» إبنها الأصغر الأمير هوشيكاوا الأكبر عمراً من شيراكا بالمطالبة بالعرش الإمبراطوري، كانت واكاهيمي زوجة لأحد المسؤولين الكبار ولكن تم القبض عليها بتهمة التآمر من قبل يورياكو عام 463م والذي أدى إلى إندلاع تمرد قبلية كيبي [الإنجليزية].

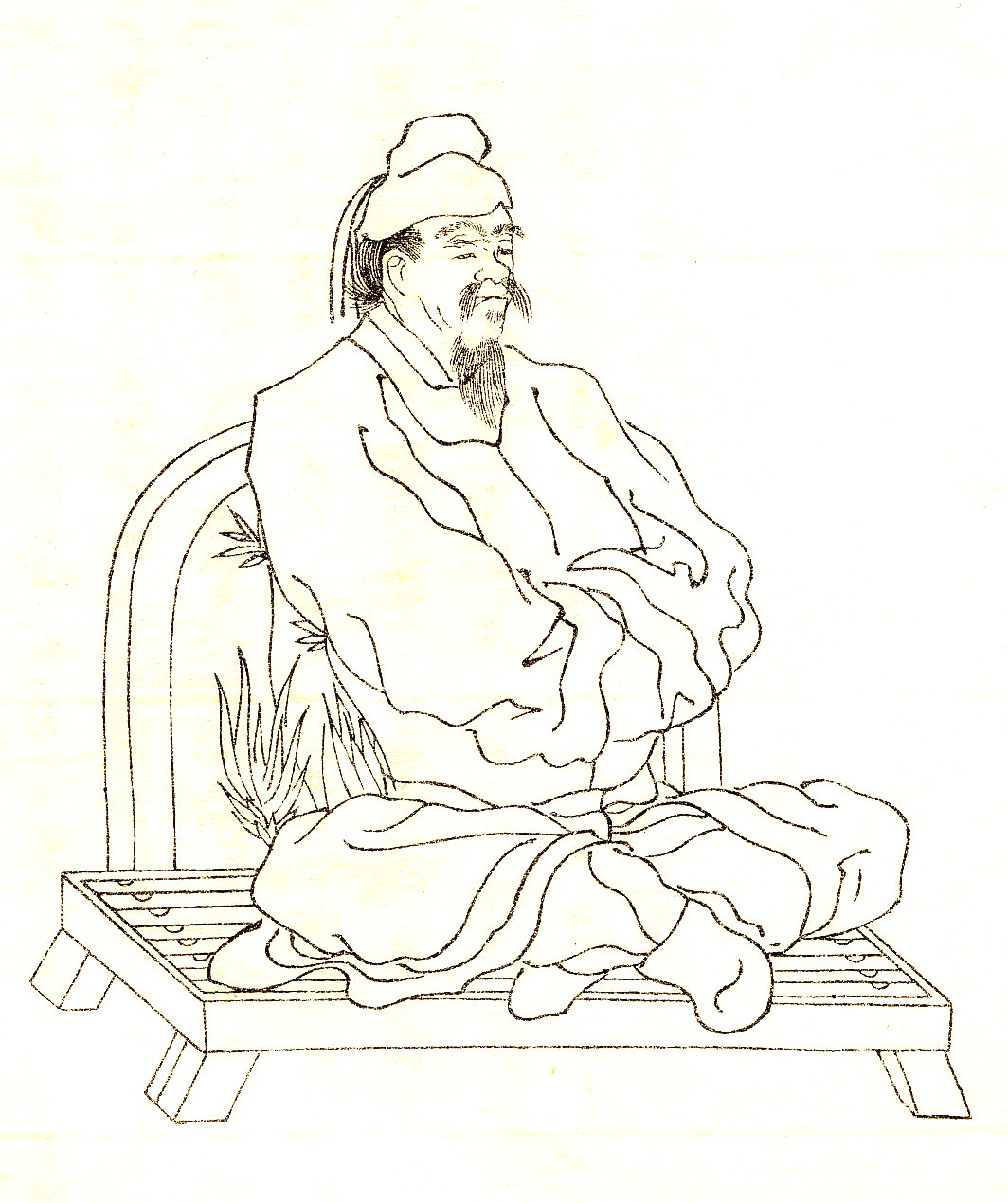
القائد الذي أبطل التمرد، اوتومو نو مورويا.

حاول شقيق هوشيكاوا الأكبر الأمير إيواكي التدخل ولكن من دون جدوى، وإستجابةً لنصيحة والدته إستولى هوشيكاوا على الخزانة الأمبراطورية مع والدته وأخيه غير الشقيق إيواكي وعدد من المناصرين ليقوموا بحبس أنفسهم داخل الخزانة التي كانت تشبه صومعة خزن الحبوب من الناحية المعمارية، تمت محاصرة الخزانة من قبل مسؤولي المحكمة وقواتهم العسكرية وفي النهاية قاموا بحرق المبنى مع الأشخاص الذين في داخله ما عدا مسؤول صغير تم إعفاءه مقابل تقديمه حوالي 25 فدان من الأراضي هدية لقائد الجيش الآوموراجي [الإنجليزية]، أوتومو نو مورويا.
الإعدام حرقاً أو النجاة منه لمن يطالب بمنصب الإمبراطور ورد كثيراً في التاريخ المبكر لليابان، الإ أنه ايبرسول يرجع أن سبب وفاة الأمير هوشيكاوا غير مؤكد وأن إحراقه بالنار مع عائلته هو أسلوب مجازي إستخدمته وثائق نيهون-شيكي للتعبير عن نتيجة المطالبة غير المشروعة بالعرش، بعد إنتهاء التمرد تولى ولي العهد الأمير شيراكا العرش الإمبراطوري تحت تسمية الإمبراطور سينيه في عام 480م.

## اقرأ أيضاً
- قائمة أباطرة اليابان
- تاريخ اليابان
- تاريخ اليابان العسكري